# Glicoforină
Glicoforina este o sialo-glicoproteină aparținând membranei eritrocitare, care acoperă membrana și desfășoară moleculele de zahăr. Este o proteină foarte glicozilată (~60%) și bogată în acid sialic, care conferă eritrocitelor un strat exterior puternic hidrofil (ce le permite să treacă prin sistemul circulator fără să adere la alte celule sau, cu atât mai grav, la pereții vaselor de sânge).
Identificarea
După separarea membranelor celulare eritrocitare prin electroforeză SDS-PAGE pe bază de gel de poliacrilamidă și prin colorare prin metoda PAS, patru glicoforine au fost identificate și apoi denumite A, B, C, D, în ordinea cantităților totale prezente în membrane. Astfel, glicoforina A este cea mai abundentă, deci cea mai comună, iar glicoforina D - cea mai puțin comună.
O a cincea glicoforină, E, a fost identificată în genomul uman, dar aceasta nu poate fi ușor detectată prin metoda standard, ca urmare nu a fost prezentată anterior, când am prezentat procedura de rutină pentru identificarea acestei proteine.
În ansamblu, glicoforinele constituie ~2% din masa proteică totală din membranele eritrocitelor. Aceste proteine sunt cunoscute, de asemenea, și sub alte nomenclaturi, dar sunt, cel mai probabil, mai bine cunoscute sub denumirea de glicoforine.
Substanțele care aparțin familiei glicoforinelor
Următoarele patru gene aparținând genotipului uman codifică glicoforinele:
•Glicoforina A
•Glicoforina B
•Glicoforina C
•Glicoforina E
Glicoforina D e cunoscută ca fiind o varietate a glicoforinei C.